# Louwrens Penning
Louwrens Penning (* 2. Dezember 1854 in Waardhuizen, Gemeinde Altena; † 12. Januar 1927 in Utrecht) war ein niederländischer Autor und Journalist, der vor allem durch seine Werke über den Zweiten Burenkrieg in Südafrika bekannt wurde.

## Leben und Werk
Penning wuchs als Sohn von Frans Michels Penning (* 23. April 1818; † 19. Juni 1869) und Hendrika van der Beek auf. Sein Vater war zunächst Landarbeiter im Rheiderland, studierte von 1845 bis 1851 aber Theologie und wurde von 1851 bis 1861 Pastor einer altreformierten Gemeinde im nordbrabantischen Waardhuizen. Nach einem Jahr in Landsmeer nahm Frans Michels Penning am 27. April 1862 den Ruf der altreformierten Gemeinde Bunde in Ostfriesland an, wo er der erste Pastor der 1858 gegründeten Gemeinde wurde, der er bis zu seinem Tod im Jahr 1869 diente. Nach dem Tod des Vaters, übersiedelte die Familie wieder nach Nordbrabant, wo Louwrens in Nieuwendijk einige Jahre eine Privatschule besuchte. Anschließend musste Louwrens als Ältester von fünf Kindern für den Lebensunterhalt der Familie sorgen. Seine Mutter borgte sich Geld und eröffnete in Dussen ein Lebensmittelgeschäft. Von dort aus belieferte Louwrens mit seinem Hundekarren die Waren im weiten Umkreis direkt an die Kunden. Als sich die finanzielle Lage entspannte, ließ er sich Anfang 1877 Weener nieder, wo er die Buchhaltung eines Holzhändlers, des Freundes seines Vaters, übernahm. Louwrens Penning fühlte sich zwischenzeitlich zum Pastoren berufen und begann nebenbei mit einem Studium, wovon ihm sein Arzt aus gesundheitlichen Gründen jedoch wieder abriet.
Nach dem Tod seines Arbeitgebers im Jahr 1880 kehrte er Penning ins Elternhaus in Gorinchem zurück. Er wurde Büroangestellter und war später im Außendienst eines Getreidehändlers tätig. Während der Fahrten auf dem Dampfschiff verfasste er die internationalen Berichte für das lokale antirevolutionäre Wochenblatt De Drie Provinciën. Neben journalistischen Beiträgen schrieb er auch im Feuilleton über die Regionalgeschichte Gorinchems. Am 20. Mai 1891 heiratete er Adriana Jenneke Machelina Heijmans. Aus der Ehe gingen zwei Söhne und eine Tochter hervor, eine andere Tochter verstarb jung.
Wie viele Niederländer seiner Zeit fühlte er sich mit den Buren in Südafrika verbunden, wo zwei seiner drei Brüder seit Mitte der 1880er Jahre lebten. Sein Emigrationswunsch ließ sich angesichts der familiären Situation nicht verwirklichen. 1896 begann er ein Feuilleton über den Großen Treck von der Kapkolonie zur Südafrikanischen Republik: De helden van Zuid-Afrika. Da kein Verlag Interesse bekundete, finanzierte er die Veröffentlichung eine Zeitlang selbst.
Der Durchbruch geschah mit dem Ausbruch des Zweiten Burenkriegs im Jahr 1899. Der Verlag J. N. Voorhoeve bat ihn um die Reihe von Erzählungen mit Gegenwartsbezug. Zudem sollte er im altreformierten Wochenblatt Timotheüs schreiben. Seine größte Bekanntheit erlangte Penning mit seiner Reihe Louis Wessels, die vom Burenkrieg handelte und Fakten mit Fiktion verband: De leeuw van Modderspruit (1900), De held van Spionkop (1901), De verkenner van Christiaan de Wet (1902), De overwinnaar van Nooitgedacht (1903) und De kolonist van Zuid-West-Afrika (1904). Die Reihe erlebte einen großen Erfolg und wurde in 30 Auflagen gedruckt und ins Deutsche und ins Afrikaans übersetzt.
Im Jahr 1903 zog Penning nach Zeist und reduzierte seine Arbeit für den Getreidehandel. Ab 1906 widmete sich Penning ganz dem Schreiben und dem Journalismus. 1909 wurde er Direktor der neu gegründeten Arnheimer Zeitung, was einen Umzug nach Arnheim nach sich zog. Zehn Jahre später übersiedelte er nach Utrecht, wo er für De Stichtsche Courant arbeitete. Seine Bücher behandelten nicht nur Südafrika, sondern auch Gestalten der europäischen Geschichte wie Johannes Calvin, die Geusen, Michiel de Ruyter, Gustav II. Adolf von Schweden und viele andere. Insgesamt veröffentlichte Penning etwa 75 Titel, von denen etwa 20 im südlichen Afrika spielen. Als gläubiger Christ vertrat Penning die orthodox-protestantische Geschichtsauffassung seiner Zeit. Der zentrale Gedanke in seinen Werken ist, dass Gott die Geschichte lenkt, vom Menschen Glauben erwartet und Rettung in der Not schenkt.

## Werke (Auswahl)
- Der Löwe von Modderspruit. F. Zillessen, Berlin 1900.
- Der Held von Spionkop. Erzählung aus dem Boerenkriege. F. Zillessen, Berlin 1901.
- Der Sieger von Nooitgedacht. F. Zillessen, Berlin 1903.
- Gerrit Jan Beuker (Hrsg.): Treue Zeugen. Eine geistesgeschichtliche Lebenserzählung aus der Zeit zwischen 1860 und 1880. Sollermann, Leer 1998, ISBN 3-928612-42-5 (Übersetzung von Uit mijn leven. Hrsg. von F.M. Penning).